# Chevrolet Spin
La Chevrolet Spin è un'autovettura prodotta dal 2012 dalla casa automobilistica statunitense Chevrolet.

## Profilo e contesto

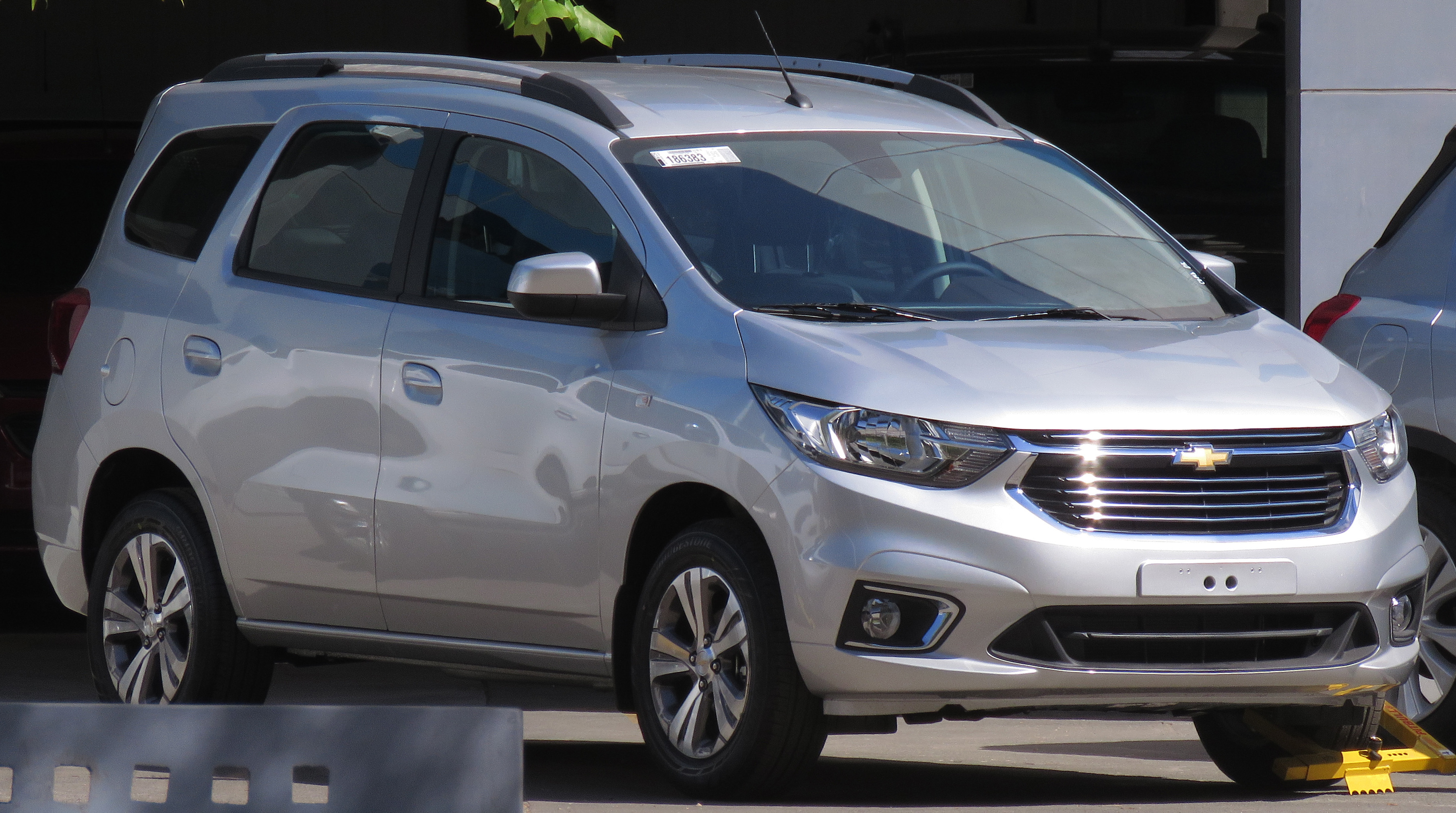
Spin restyling 2019

Sviluppato dalla filiale sudamericana GM do Brasil, la vettura ha sostituito la.Meriva e Zafira. Viene prodotto in Brasile dal 2012 ed è stato esportato in tutto il sudamerica. Tra il 2013 e il 2015, la GM Indonesia ha assemblato la Spin per il mercato del sud-est asiatico nel suo stabilimento di Bekasi.
Lo Spin è stata progettata e sviluppata principalmente in Brasile dal GM Brasil Centro Tecnológico São Caetano do Sul, sulla stessa piattaforma della Chevrolet Cobalt brasiliana.

## Restyling 2018
La Spin ha subito un restyling, introdotto nel giugno 2018 in Argentina e nel luglio 2018 nel mercato brasiliano. Questo aggiornamento introduce una nuova fanaleria, paraurti anteriore e posteriore ridisegnati, insieme a un interno con un cruscotto rivisto. Sono state introdotte nuovi dispositivi di sicurezza come la cintura di sicurezza a tre punti, il poggiatesta per il passeggero centrale della seconda fila e gli attacchi ISOFIX. Altri miglioramenti sono stati apportati miglioramenti nella calibrazione del cambio automatico per ottimizzare i cambi di marcia, consentendo accelerazioni più rapide.
Nel 2021 sono stati introdotti altri dispositivi di sicurezza come il controllo della stabilità e l'assistenza alle partenze in salita, l'avvertimento del mancato allaccio della cintura di sicurezza, un nuovo design per il quadro strumenti e un nuovo cambio automatico.